# Ceratophallus blanfordi
Ceratophallus blanfordi е вид охлюв от семейство Planorbidae.

## Разпространение
Видът е разпространен в Етиопия.